# Miltochrista crocea
Miltochrista crocea là một loài bướm đêm thuộc phân họ Arctiinae, họ Erebidae.